# Husrav II.
Husrav II. (řecky Chosroés, ? – únor 628), známý jako Husrav Parvéz („Vítěz“; novopersky Parvíz پرویز), byl perský velkokrál z dynastie Sásánovců panující v letech 590/591–628. V jeho době dosáhla perská říše zenitu moci (ovládla na čas dokonce Sýrii, Egypt a velkou část Malé Asie), stálými válkami ji však král velmi vyčerpal a připravil tak cestu k jejímu pádu ve třicátých a čtyřicátých letech 7. století.

## Vláda
Husrav II. se dostal na trůn po sesazení svého otce Hormizda IV. (590), na němž měl patrně přímou účast, i když hlavní role připadla jeho strýcům Vistámovi a Vindóé. Jeho pozice nebyla tehdy vůbec pevná, po krátké vládě byl sám svržen vojevůdcem Bahrámem Čóvénem a musel uprchnout do Byzance, kde mu císař Maurikios poskytl azyl. S jeho pomocí dobyl trůn roku 591 nazpět, tentokrát definitivně.
Cenou za podporu bylo uzavření mírové dohody mezi Byzancí a Persií, v níž Husrav rezignoval na některé sporné oblasti v Mezopotámii, Arménii a Gruzii. Vztahy mezi oběma panovníky se v příštích letech vyvíjely příznivě, což dle byzantských pramenů umocňovala i formální adopce perského krále císařem. Vnitropoliticky vystoupil Husrav proti oběma svým strýcům, možným konkurentům v boji o moc, z nichž Vindóého se mu podařilo odstranit. Vistám, tehdejší správce Chorásánu, se pod tlakem uchýlil ke vzpouře a několik let vládl na východě říše zcela nezávisle (razil i vlastní mince). Teprve kolem roku 600 byl i on zavražděn.
Z náboženského hlediska se choval Husrav smířlivě vůči křesťanům, ještě v 5. století často pronásledovaným, což mu vyneslo nemilost u zarathuštrovského kněžstva. Křesťanskou víru vyznávaly jak jeho oblíbené manželky, byzantská princezna Marie a Arménka jménem Širín (jejího syna Mardánšáha chtěl prý dokonce jmenovat následníkem), tak i správce financí Jazdín a mnozí další činitelé. Zdá se, že král pod různými vlivy osciloval mezi podporou monofyzitismu a nestoriánství, ačkoli jinak zůstával věrný tradičnímu zarathuštrismu.
Husrav proslul jako podporovatel umění a hudby, labužník i sběratel uměleckých předmětů a kuriozit, mezi nimiž byly i mechanické přístroje včetně orloje. Na jeho dvoře působil legendární minstrel Bárbad. Husravova vášnivá láska k arménské princezně Šírén inspirovala řadu umělců a básníků, včetně Firdaúsího a Nizámího, ale také hudební skladatele a malíře perských miniatur.

### Počátek války s Byzancí
Svržení a poprava císaře Maurikia roku 602 v Konstantinopoli ukončila desetiletí míru mezi perskou a byzantskou říší. Vůči novému císaři Fokovi vystupoval Husrav jako Maurikiův mstitel a podle jednoho pramene prý nosil jistou dobu i smuteční šat a veřejně svého dobrodince oplakával. Ihned také zahájil vojenské operace, v první fázi zaměřené hlavně proti Mezopotámii. Do roku 605 dobyl na Byzantincích pohraniční města Edessu, Amidu, Mardin a Aleppo (Berroiu), o něž se sváděly boje již od 3. století.
Zhruba v téže době připojil král těsněji ke své říši vazalský lachmovský stát a jeho vládce an-Nu‘mána III. dal usmrtit. Do oblasti, která dosud tvořila nárazníkové pásmo při hranicích Mezopotámie (především vůči kočovným arabským kmenům), byl dosazen sásánovský místodržitel. V roce 604 došlo u Dhú Káru k prvnímu měření sil mezi Peršany a Araby, které skončilo perskou porážkou. Arabové si z něho odnesli ponaučení, že s Peršany lze nejen bojovat, ale také nad nimi zvítězit, z perského hlediska šlo zatím jen o epizodu.

### Na vrcholu moci
V říjnu 610 byl v byzantské říši sesazen císař Fokas, a přestože jeho nástupce Herakleios nabídl Husravovi mír, válka pokračovala s ještě větší prudkostí než dosud. V krátké době padla do sásánovských rukou Antiochie nad Orontem, Damašek a Tarsos a roku 614 po třítýdenním obléhání dokonce i Jeruzalém, odkud Peršané odvlekli kříž, na němž byl údajně ukřižován Ježíš Kristus. Tisíce křesťanů během bojů zahynuly, kořist z dobytých měst byla nesmírná.

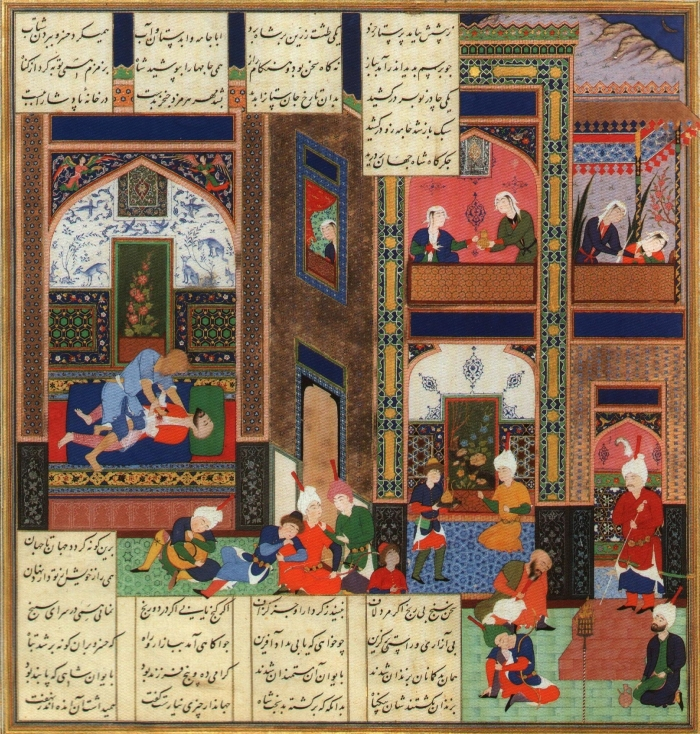
Zavraždění Husrava II. v představě mughalského umělce ze 16. století

Pro Byzanc nastalo jedno z nejhorších období v jejích dlouhých dějinách. Husravovi vojevůdci Šahín a Šahrvaráz obsadili roku 619 Egypt a jejich oddíly postupovaly hornatou Malou Asií směrem ke Konstantinopoli. Byla zde zřetelná tendence připojit okupované provincie natrvalo k sásánovské říši. Císař Herakleios sice usilovně prováděl reformy a konsolidoval vojsko, ale teprve roku 622 byl s to zahájit pomalou protiofenzívu proti unavenému protivníkovi. Ten v mezidobí vyplenil přinejmenším třetinu teritoria říše, aniž by utrpěl výraznější ztráty. V roce 626 ve spojení s Avary obléhal nakrátko samotnou Konstantinopol.

### Porážka a pád
V době zahraničněpolitických úspěchů se Husravův dvůr skvěl dosud nebývalým leskem. Král podporoval umění a vědy a prezentoval se jako pán světa. Avšak ani obrovské příjmy z dobře zorganizovaného daňového systému a prostředky odváděné nově ovládnutými kraji nestačily na financování nákladné vleklé války, jejíž konec byl v nedohlednu. Byzanc, která bojovala o své bytí a nebytí, se postupně vzpamatovala a Husrav se během krátké doby dostal do úzkých. Po několika méně významných porážkách byl v prosinci 627 zcela rozdrcen v bitvě u Ninive, která zvrátila všechno, co na poli válečném do poloviny dvacátých let získal.
Následné spiknutí předních hodnostářů říše, v němž figuroval i Husravův syn Šéróé, nečekaně lehce ukončilo panování mocného krále, jenž byl spiklenci zajat a uvězněn. Šéróé se jako Kavád II. stal novým vladařem, zatímco Husrav byl pár dní po svém svržení v zinscenovaném soudním procesu odsouzen a ve vězení zavražděn. Údajně jej sťal jeden z dvořanů jménem Mihr Hormizd, jehož otce o několik let dříve Husrav nechal z malicherného důvodu zmrzačit. Kavád II. otce veřejně oplakával a uspořádal mu velkolepé pohřební obřady, zatímco Mihr Hormizd byl popraven. Poté Kavád II. uzavřel s Byzantinci mír.

## Odkaz
Ačkoli Husravovo panování skončilo katastrofou a oslabená monarchie již za několik let podlehla muslimské expanzi z Arábie, byla postava krále v perském prostředí populární po celý středověk. Četní básníci mu věnovali svá epická díla a skladby, přičemž nejznámější je patrně Nizámího dílo Chosrau a Širín (o Husravově lásce ke křesťanské dívce). Prameny většinou zdůrazňují královy despotické sklony, i když například Tabarí vyzdvihuje i pozitivní stránky jeho osobnosti. Během evropské renesance se tematika Husravova boje s císařem Herakleiem dostala do západního umění, jak o tom svědčí fresky Piera della Francesky v Arezzu.